# Starshot: Space Circus Fever
Starshot: Space Circus Fever é um jogo para a plataforma Nintendo 64 e PC lançado em 1998 na Europa e 1999 nos Estados Unidos.